# Roberto Cicciomessere
Roberto Cicciomessere (ur. 30 października 1946 w Bolzano, zm. 26 maja 2023 w Rzymie) – włoski polityk, konsultant i przedsiębiorca, deputowany krajowy, poseł do Parlamentu Europejskiego II kadencji.

## Życiorys
Zdobył wykształcenie średnie. Od młodego wieku zaangażowany w działalność polityczną, był m.in. ofiarą agresji neofaszystów. Uczestniczył w kampaniach na rzecz legalizacji rozwodów i odmowy odbycia służby wojskowej (w 1972 był aresztowany właśnie jako obdżektor). Wieloletni działacz Partii Radykalnej, w latach 1970–1971 i 1983–1984 pozostawał jej sekretarzem generalnym. W latach 1979–1984 i 1990–1994 zasiadał w Izbie Deputowanych VII, VIII, IX, X i XI kadencji, od 1992 do 1994 oddelegowany także do Zgromadzenia Parlamentarnego Rady Europy. W 1984 wybrany posłem do Parlamentu Europejskiego. Przez większość kadencji niezrzeszony, krótko należał do Technicznej Grupy Niezależnych. W 1989 był jednym z założycieli agencji ogłoszeniowej typu BBS Agorà Telematica, którą prowadził do 2003. Po 1994 kilkukrotnie startował bez powodzenia w wyborach. Został także konsultantem publicznej agencji Italia Lavoro zajmującej się zatrudnieniem. Opublikował kilka książek poświęconych głównie rynkowi pracy.
Pozostawał w nieformalnym związku z polityk Emmą Bonino.